# Богиня Вас
Богиня Вас (словен. Boginja vas) — поселення в общині Метлика, регіон Південно-Східна Словенія, Словенія.